# Fanulena insculpta
Fanulena insculpta är en snäckart som först beskrevs av Ludwig Pfeiffer 1846.  Fanulena insculpta ingår i släktet Fanulena och familjen Helicarionidae. Inga underarter finns listade i Catalogue of Life.